# Division 1 1978-79
La Division 1 1978-79 fue la 40.ª temporada del fútbol francés profesional. Racing Estrasburgo resultó campeón con 56 puntos y así consiguió el primer título de liga de su historia.

## Equipos participantes
| - Angers - Bastia - Girondins de Bordeaux - Stade Lavallois - Lille - Olympique de Lyon - Olympique de Marsella - Metz - Mónaco - Nancy |  | - Nantes - OGC Niza - Nîmes Olympique - París - París Saint-Germain - Stade de Reims - Saint-Étienne - Sochaux - Racing Estrasburgo - Valenciennes-Anzin |

## Tabla de posiciones
| Pos. | Equipo              | Pts. | PJ | G  | E  | P  | GF | GC | Dif. | Clasificación                                |
| ---- | ------------------- | ---- | -- | -- | -- | -- | -- | -- | ---- | -------------------------------------------- |
| 1    | Strasbourg (C)      | 56   | 38 | 22 | 12 | 4  | 68 | 28 | +40  | Clasificado a la Copa de Campeones de Europa |
| 2    | Nantes              | 54   | 38 | 23 | 8  | 7  | 85 | 33 | +52  | Clasificado a la Recopa de Europa            |
| 3    | Saint-Étienne       | 54   | 38 | 24 | 6  | 8  | 77 | 34 | +43  | Clasificado a la Copa de la UEFA             |
| 4    | Monaco              | 44   | 38 | 18 | 8  | 12 | 70 | 51 | +19  | Clasificado a la Copa de la UEFA             |
| 5    | Metz                | 44   | 38 | 19 | 6  | 13 | 61 | 56 | +5   |                                              |
| 6    | Lille               | 40   | 38 | 11 | 18 | 9  | 67 | 62 | +5   |                                              |
| 7    | Lyon                | 40   | 38 | 15 | 10 | 13 | 53 | 56 | −3   |                                              |
| 8    | Nîmes               | 39   | 38 | 15 | 9  | 14 | 61 | 50 | +11  |                                              |
| 9    | Sochaux             | 39   | 38 | 15 | 9  | 14 | 63 | 53 | +10  |                                              |
| 10   | Bordeaux            | 39   | 38 | 12 | 15 | 11 | 45 | 42 | +3   |                                              |
| 11   | Nancy               | 38   | 38 | 15 | 8  | 15 | 77 | 61 | +16  |                                              |
| 12   | Marseille           | 37   | 38 | 12 | 13 | 13 | 50 | 55 | −5   |                                              |
| 13   | Paris Saint-Germain | 36   | 38 | 14 | 8  | 16 | 59 | 66 | −7   |                                              |
| 14   | Bastia              | 35   | 38 | 13 | 9  | 16 | 53 | 65 | −12  |                                              |
| 15   | Nice                | 32   | 38 | 11 | 10 | 17 | 58 | 75 | −17  |                                              |
| 16   | Laval               | 30   | 38 | 8  | 14 | 16 | 53 | 73 | −20  |                                              |
| 17   | Angers              | 30   | 38 | 8  | 14 | 16 | 37 | 68 | −31  |                                              |
| 18   | Valenciennes        | 28   | 38 | 9  | 10 | 19 | 36 | 65 | −29  |                                              |
| 19   | Paris FC (D)        | 28   | 38 | 9  | 10 | 19 | 42 | 77 | −35  | Acceso a promoción de permanencia            |
| 20   | Reims (D)           | 17   | 38 | 3  | 11 | 24 | 26 | 71 | −45  | Descenso a Division 2                        |

 Fuente: footballdatabase.eu
Notas:
1. ↑  Campeón de la Copa de Francia
2. ↑  El Valenciennes debía disputar la promoción de permanencia, sin embargo, el equipo pudo continuar en la Division 1 debido a que el ganador de la Division 2, el Gueugnon, no pudo ascender de categoría debido a que no tenía el estatuto de club profesional.

## Resultados
| Local \ Visitante   | ANG | BAS | BOR | LAV | LIL | LYO | MAR | MET | MOC | NAC | NAT | NIC | NIM | PFC | PSG | REI | STE | SOC | STR | VAL |
| ------------------- | --- | --- | --- | --- | --- | --- | --- | --- | --- | --- | --- | --- | --- | --- | --- | --- | --- | --- | --- | --- |
| Angers              | —   | 0–2 | 0–0 | 1–1 | 1–1 | 1–1 | 1–1 | 3–1 | 2–2 | 2–1 | 1–1 | 1–1 | 2–1 | 0–0 | 2–2 | 3–0 | 1–3 | 3–2 | 1–2 | 1–0 |
| Bastia              | 1–0 | —   | 1–1 | 2–2 | 0–0 | 1–0 | 1–3 | 1–3 | 4–1 | 5–1 | 1–0 | 5–2 | 1–0 | 5–1 | 1–2 | 3–2 | 0–2 | 3–0 | 1–1 | 2–0 |
| Bordeaux            | 2–0 | 2–0 | —   | 1–1 | 1–1 | 4–1 | 2–1 | 1–2 | 0–2 | 0–0 | 1–1 | 2–0 | 0–0 | 1–2 | 2–0 | 0–0 | 2–1 | 1–1 | 1–1 | 1–0 |
| Laval               | 1–2 | 0–1 | 3–1 | —   | 3–3 | 3–1 | 2–1 | 0–1 | 0–3 | 1–4 | 0–5 | 1–2 | 2–2 | 5–1 | 2–3 | 1–0 | 2–1 | 1–1 | 2–2 | 1–1 |
| Lille               | 0–0 | 2–2 | 1–1 | 5–3 | —   | 1–1 | 2–0 | 1–1 | 4–2 | 4–3 | 1–3 | 4–0 | 1–1 | 4–2 | 3–1 | 4–0 | 3–0 | 4–2 | 1–2 | 2–1 |
| Lyon                | 3–0 | 1–1 | 0–1 | 1–0 | 4–0 | —   | 1–1 | 3–1 | 0–0 | 2–1 | 0–3 | 4–0 | 3–1 | 2–1 | 4–2 | 1–1 | 2–0 | 1–0 | 0–3 | 3–0 |
| Marseille           | 0–3 | 1–0 | 0–0 | 0–0 | 1–1 | 2–2 | —   | 2–3 | 1–2 | 3–2 | 1–1 | 0–0 | 2–0 | 1–1 | 4–1 | 0–0 | 2–0 | 2–2 | 1–0 | 1–0 |
| Metz                | 1–0 | 3–1 | 1–0 | 5–1 | 4–4 | 1–2 | 2–1 | —   | 1–1 | 3–1 | 1–3 | 2–0 | 2–0 | 5–1 | 2–1 | 4–1 | 0–1 | 0–0 | 1–2 | 1–0 |
| Monaco              | 3–0 | 6–0 | 2–2 | 2–2 | 2–1 | 0–1 | 1–2 | 4–1 | —   | 1–3 | 2–1 | 6–1 | 1–0 | 2–1 | 2–1 | 3–0 | 0–1 | 1–1 | 0–2 | 2–2 |
| Nancy               | 2–2 | 5–1 | 4–1 | 2–3 | 3–1 | 1–1 | 5–0 | 1–1 | 1–2 | —   | 3–2 | 3–1 | 3–0 | 5–1 | 2–1 | 4–0 | 1–1 | 1–2 | 0–0 | 4–0 |
| Nantes              | 5–0 | 1–0 | 1–0 | 2–1 | 0–0 | 5–1 | 2–2 | 1–0 | 3–0 | 3–0 | —   | 5–0 | 4–0 | 2–0 | 1–0 | 2–0 | 3–1 | 4–0 | 3–0 | 4–0 |
| Nice                | 3–1 | 2–2 | 2–1 | 2–1 | 1–1 | 4–0 | 4–2 | 5–0 | 1–2 | 2–2 | 1–1 | —   | 1–2 | 5–0 | 1–3 | 2–0 | 1–1 | 2–1 | 0–0 | 3–4 |
| Nîmes               | 3–0 | 3–2 | 4–2 | 4–0 | 3–2 | 2–2 | 1–2 | 2–0 | 1–0 | 3–0 | 4–2 | 4–1 | —   | 2–0 | 1–2 | 4–0 | 2–2 | 2–1 | 0–0 | 5–0 |
| Paris FC            | 3–0 | 1–1 | 3–1 | 2–2 | 1–1 | 0–0 | 2–1 | 1–2 | 1–7 | 1–1 | 1–2 | 3–0 | 1–0 | —   | 1–1 | 2–1 | 0–1 | 3–1 | 0–1 | 0–2 |
| Paris Saint-Germain | 1–1 | 4–0 | 2–5 | 1–2 | 0–0 | 2–1 | 4–3 | 0–2 | 3–0 | 2–1 | 1–1 | 1–1 | 3–2 | 2–2 | —   | 3–2 | 1–1 | 3–1 | 2–1 | 2–0 |
| Reims               | 3–1 | 1–1 | 0–0 | 1–1 | 0–0 | 1–2 | 0–1 | 1–2 | 0–2 | 1–3 | 1–4 | 2–2 | 0–0 | 0–2 | 3–0 | —   | 0–1 | 0–2 | 1–1 | 2–1 |
| Saint-Étienne       | 4–0 | 2–1 | 1–3 | 3–0 | 5–1 | 3–0 | 1–0 | 1–0 | 4–1 | 3–2 | 3–1 | 5–1 | 2–0 | 6–0 | 4–1 | 2–0 | —   | 3–1 | 2–0 | 5–0 |
| Sochaux             | 4–0 | 5–0 | 2–0 | 2–1 | 1–1 | 5–1 | 2–2 | 4–0 | 1–2 | 1–2 | 3–1 | 2–1 | 2–2 | 1–0 | 2–1 | 2–1 | 0–0 | —   | 1–2 | 3–0 |
| Strasbourg          | 6–0 | 2–0 | 1–1 | 1–1 | 3–0 | 1–0 | 4–1 | 3–0 | 2–1 | 3–0 | 2–1 | 1–0 | 0–0 | 3–0 | 3–0 | 2–2 | 2–1 | 2–1 | —   | 5–0 |
| Valenciennes        | 1–1 | 3–0 | 0–1 | 1–1 | 4–2 | 3–1 | 0–2 | 2–2 | 0–0 | 1–0 | 1–1 | 0–3 | 2–0 | 1–1 | 1–0 | 3–0 | 0–0 | 0–1 | 2–2 | —   |

### Promoción de permanencia
Tras varios años sin celebrarse fue restablecida la promoción de permanencia, entre el antepenúltimo lugar de la Division 1 y el tercer lugar de la Division 2. Sin embargo, en esta ocasión fue disputada por el equipo clasificado en el lugar diecinueve de la máxima categoría debido a la condición de no profesionalismo del club ganador de la segunda categoría.
| Equipo 1 | Agr.         | Equipo 2 | Ida | Vuelta |
| -------- | ------------ | -------- | --- | ------ |
| Paris FC | 0–0 (2–3 p.) | Lens     | 0–0 | 0–0    |

Promovidos de la Division 2, quienes jugarán en la Division 1 1979-80:
- Stade Brestois: Subcampeón, ganador de la Division 2 grupo B.
- Lens: Tercer lugar, ganador de la eliminatoria de ascenso.

- Gueugnon: Campeón de la Division 2, ganador de la Division 2 grupo A, no juega en la Division 1 1979-80 por su categoría de amateur.

## Goleadores
| #  | Jugador                  | Nacionalidad | Club                | Goles |
| -- | ------------------------ | ------------ | ------------------- | ----- |
| 1  | Carlos Bianchi           | Argentina    | París Saint-Germain | 27    |
| 2  | Delio Onnis              | Argentina    | Mónaco              | 22    |
| -  | Éric Pécout              | Francia      | Nantes              | 22    |
| 4  | Pierre Pleimelding       | Francia      | Lille               | 21    |
| -  | Gilbert Marguerite       | Francia      | Nîmes Olympique     | 21    |
| -  | Dominique Rocheteau      | Francia      | Saint-Étienne       | 21    |
| 7  | Nenad Bjeković           | Yugoslavia   | OGC Niza            | 17    |
| -  | Albert Gemmrich          | Francia      | Racing Estrasburgo  | 17    |
| 9  | Roberto Cabral           | Argentina    | Lille               | 16    |
| 10 | Johnny Rep               | Países Bajos | Bastia              | 15    |
| -  | Žarko Olarević           | Yugoslavia   | Lille               | 15    |
| -  | Bernard Zénier           | Francia      | Nancy               | 15    |
| -  | Zvonko Ivezić            | Yugoslavia   | Sochaux             | 15    |
| 14 | Jean-François Beltramini | Francia      | París               | 14    |
| -  | Bernard Lacombe          | Francia      | Saint-Étienne       | 14    |
| -  | Francis Piasecki         | Francia      | Estrasburgo         | 14    |
| -  | Roland Wagner            | Francia      | Racing Estrasburgo  | 14    |

## Equipo campeón 1978-79:Racing Estrasburgo
| Porteros - Dominique Dropsy - Patrick Ottmann Defensas - Raymond Domenech - Jacky Duguépéroux - Jacques Glassmann - Jean-Jacques Marx - Jacques Novi - Léonard Specht - Patrick Vincent | Mediocampistas - René Deutschmann - Yves Ehrlacher - Roger Jouve - Eric Mosser - Francis Piasecki - Bernard Tischner - Rémy Vogel - Arsène Wenger | Delanteros - Albert Gemmrich - Remy Gentes - Pascal Greiner - Nabatingue Toko - Joël Tanter - Jacques Vergnes - Roland Wagner - André Wiss Entrenador - Gilbert Gress |